# 東小沢村
東小沢村（ひがしおざわむら）は茨城県久慈郡にかつて存在した村である。

## 地理
現日立市の南部・久慈川左岸一帯に位置し、太平洋にも面している。

## 歴史
村名はかつて存在した小沢郷の東部に位置していたことに由来する。

### 村域の変遷
- 1889年（明治22年）4月1日 - 町村制施行により、下土木内村・神田村・留村が合併し久慈郡東小沢村が発足。
- 1955年（昭和30年）2月15日 - 久慈町・坂本村・中里村・多賀郡多賀町・日高村ととも日立市に編入され、消滅。

変遷表
| 1868年 以前 | 1868年 以前 | 明治22年 4月1日 | 昭和30年 2月15日 | 現在   |
| ----------- | ----------- | --------------- | ---------------- | ------ |
|             | 下土木内村  | 東小沢村        | 日立市 に編入    | 日立市 |
|             | 神田村      | 東小沢村        | 日立市 に編入    | 日立市 |
|             | 留村        | 東小沢村        | 日立市 に編入    | 日立市 |

## 大字
- 下土木内（しもどきうち）
- 神田（かんだ）
- 留（とめ）

## 人口・世帯

### 人口
総数 [単位： 人]
| 1891年（明治22年） | 1,683 |
| 1920年（大正 9年） | 1,601 |
| 1935年（昭和10年） | 1,627 |
| 1950年（昭和25年） | 1,985 |
| 1954年（昭和29年） | 2,008 |

### 世帯
総数 [単位： 世帯]
| 1920年（大正 9年） | 323 |
| 1935年（昭和10年） | 321 |
| 1950年（昭和25年） | 358 |
| 1954年（昭和29年） | 360 |

## 交通

### 道路
- 一級国道
  - 国道6号（陸前浜街道）